# 豊崎村 (青森県)
豊崎村（とよさきむら）は、かつて青森県にあった村。

## 沿革
- 1889年（明治22年）4月1日 - 町村制施行により三戸郡豊間内村、七崎村、境沢村が合併し、豊崎村が発足。
- 1955年（昭和30年）
  - 10月19日 - 大字豊間内を分離し三戸郡五戸町に編入。
  - 10月20日 - 八戸市に編入され消滅。